# ハイ・アート
『ハイ・アート』（High Art）は、1998年に製作されたカナダ・アメリカ合作映画。ビデオ題は『プライベート・フォト』。
退廃した生活を送る元写真家の女性と、彼女に惹かれていく女性編集者との関係を描く。

## ストーリー
ニューヨークの雑誌社で働くシドは、かつて名声を博した写真家のルーシーという女性が、自分の住むアパートに暮らしていることを知る。

## キャスト
- シド：ラダ・ミッチェル
- ルーシー：アリー・シーディ
- グレタ：パトリシア・クラークソン
- ジェームス：ガブリエル・マン
- アーニー：ビル・セイジ
- ドミニク：アン・ドゥオン
- ヴェラ：タミー・グライムス
- ハリー：デヴィッド・ソーントン
- ホワイト・ホーク：ヘレン・メンデス
- デリア：シンドラ・フュー